# Pečarovci
Pečarovci (Hongaars: Szentsebestyén, Duits: Sankt Sebastian) is een plaats in Slovenië en maakt deel uit van de gemeente Puconci in de NUTS-3-regio Pomurska. De plaats telde 387 inwoners op 1 januari 2020.